# Araua (Bougainville)
Araua, (em inglês: Arawa) é uma cidade da Região Autônoma de Bougainville, em Papua-Nova Guiné, tendo sido sua capital e maior cidade. Foi em grande parte destruída durante a Guerra Civil de Bougainville, resultando na mudança da capital para Buca, embora haja planos para reconstruir Araua e torná-la a capital novamente. O local onde agora se situa Araua era anteriormente uma grande plantação de expatriados.
A cidade está localizada na parte central da costa oriental da ilha de Bougainville, a uma altura de 22 metros acima do nível do mar. É o maior centro populacional na ilha. Depois de 1998, quando a guerra civil pela independência da ilha foi concluída, a capital de Salomão do Norte foi destruída, e Buca tornou-se a nova capital. Então, decidiu-se mover o centro administrativo da região de Araua, mas a transferência definitiva ainda foi finalizada pelo governo central.

## História
Quando a empresa Bougainville Copper Ltda precisava de uma sede cívica para lidar com os instrumentos de governo locais e nacionais, a região de Arawa Plantation era uma candidata óbvia. Foi em estreita proximidade com Kieta, a sede histórica da zona cuja localização geográfica constituía-se numa expansão difícil. Foi também próximo a novas regiões portuárias, das instalações de Araua para o norte, o que permitiu que os produtos agrícolas rurais pudessem ser carregados em navios de carga. O aeroporto ao sul de Kieta, em Araua, era imediatamente adjacente ao mar.
O townsite foi rapidamente desenvolvido através dos anos 1970 e 1980, com bairros residenciais, empresas comerciais, grandes escolas públicas, além de muitas escolas católicas romanas estabelecidas em Kieta, uma biblioteca pública, hotéis e restaurantes e locais de entretenimento, tais como uma sala de cinema. Nativos de todo Bougainville e Buca eram muito ligados às religiões tradicionais da região, enquanto os residentes de outros lugares frequentavam igrejas recém-instaladas no país, avindas pelo trabalho de luteranos, anglicanos e batistas, em uma tentativa de atrair convertidos. Estas denominações não anteriormente operavam em Bougainville e Buca.
Em 1988, uma revolta separatista se iniciou em Bougainville, causando violência generalizada na província, especialmente nos centros urbanos de Araua e Kieta. Após anos de luta, um acordo de paz foi assinado em Araua, em 2001, e a região autónoma de Bougainville foi criada em 2005.

## Demografia
| Ano    | Habitantes      |
| ------ | --------------- |
| 1980   | 12.623          |
| 2000   | 36.443          |
| 2013   | 38.134          |
| Fonte: | World Gazetteer |

acordo com estimativas de 2013, a população da cidade era de 38 134 habitantes.
A população da cidade cresceu consideravelmente a partir de 1980. No entanto, entre 2000 e 2013, foi registrado um crescimento populacional abaixo da média nacional dos outros centros urbanos da Papua-Nova Guiné. É o principal centro econômico e populacional da Região Autônoma de Bouganville.